# تريسي سبيريداكوس
تريسي سبيريداكوس (باليونانية: Τρέισι Σπυριδάκος)‏ (بالإنجليزية: Tracy Spiridakos) مواليد (20 فبراير، 1988) مُمثلة كندية. إشتهرت بأدائها شخصية تشارلوت «تشارلي» ماثيسون في مسلسل ثورة الذي عرض على قناة «NBC» في 2012-2014، حيث رشحت لجائزة زحل لأفضل ممثلة في مسلسل تلفزيوني.

## حياتها الشخصية
ولدت تريسي في وينيبيغ، مانيتوبا، لوالدين يونانيين، جورج وآناستازيا سبيريداكوس. ولديها أخوين. إنتقلت عائلتها لمدينة والدها سكالا في اليونان بعدة سنوات من ولادتها، ثم عادوا إلى كندا في عام 1992. عادة ماتشير إلى اصولها اليونانية كما تتكلم اليونانية بطلاقة. بدأت بالتمثيل عندما كانت بالمدرسة الثانوية، ودرست في مركز تدريب التمثيل في مانيتوبا. تخرجت من مدرسة أوك بارك الثانوية في وينيبيغ عام 2000.

## أبرز أعمالها

### أعمال سينمائية
- 2011: نهوض كوكب القردة

### أعمال تلفزيونية
- 2007: خارق للطبيعة
- 2007: غرباء في أمريكا
- 2009: كلمة إل
- 2010: سايك
- 2010: تاور بريب
- 2012: كونك إنسان
- 2014-2012: ثورة

## وصلات خارجية
- تريسي سبيريداكوس على موقع IMDb (الإنجليزية)
- تريسي سبيريداكوس على موقع ميتاكريتيك (الإنجليزية)
- تريسي سبيريداكوس على موقع روتن توميتوز (الإنجليزية)
- تريسي سبيريداكوس على موقع قاعدة بيانات الأفلام العربية
- تريسي سبيريداكوس على موقع ألو سيني (الفرنسية)
- تريسي سبيريداكوس على موقع أول موفي (الإنجليزية)
- تريسي سبيريداكوس على موقع قاعدة بيانات الفيلم (الإنجليزية)
- تريسي سبيريداكوس على موقع ليتربوكسد (الإنجليزية)
- تريسي سبيريداكوس على موقع كينوبويسك (الروسية)